# Browning BLR
Browning BLR — американская винтовка рычажного принципа действия, разработанная компанией Browning Arms Company под широкую номенклатуру боеприпасов — от .22-250 Remington до .325 Winchester Short Magnum и .450 Marlin.
Винтовка Browning BLR появилась на рынке оружия в 1960-х гг. Технически представляет собой магазинное ружьё с ручной перезарядкой. Винтовка имеет обтекаемую форму и цельную панель, цельное ложе пистолетного типа. У неё передний затвор поворотного действия с шестью боевыми выступами, боковое выбрасывание гильз и четырёхзарядный съёмный коробчатый магазин.